# Costessey
Costessey és una parròquia civil situada a 4 km a l'oest de Norwich a Norfolk, Anglaterra. Aquesta parròquia té dos assentaments: el poble de Costessey (actualment dit de forma comuna Old Costessey) (4.611 habitants el 2005), i New Costessey (amb 5.211 habitants), actualment un suburbi de Norwich. El riu Tud separa els dos assentaments. Costessey limita al nord amb Taverham, Drayton i Hellesdon segueix el curs del Riu Wensum.
Es creu que el nom de Costessey, deriva de Kost's Island, tanmateix l'any 1648 el recompte manat per Oliver Cromwell es referia a aquest lloc com Cossey, sembla que el canvi de Cossey a Costessey es va fer el segle xix.
A Costessey hi ha la llegenda de Sant Walstan, el patró dels grangers, recordat a Norfolk i a Suffolk. Segons la llegenda, hauria nascut a la veïna Bawburgh cap al 970, però renuncià als seus privilegis de noble i s'instal·là com granger a Taverham. A la seva mort, haurien brollat fonts d'aigua beneïda als llocs de Taverham, Costessey i Bawburgh.

## Costessey Hall & Manor

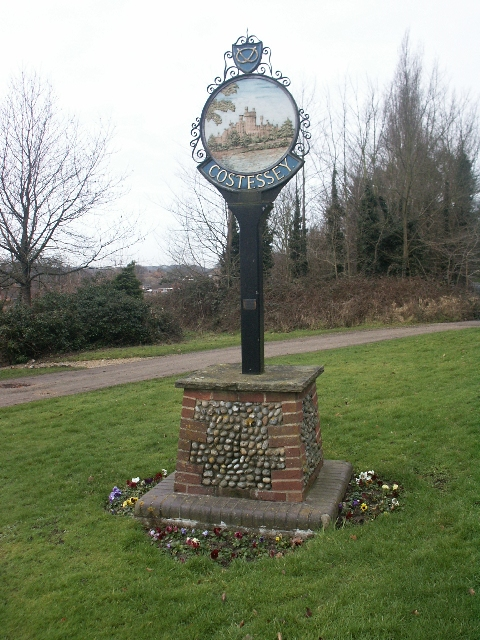
Dibuix de Costessey Hall

Al Domesday apareix mencionada la vila de Costesela amb 80 milles quadrades a Norfolk. Primer pertanyia a l'Earl Guert però Guillem el Conqueridor la va donar al Comte de Bretanya, un comandant de la batalla de Hastings. El 1546, Henry VIII l'atorgà a Anna de Cleves, malgrat que sembla que mai la va ocupar. El 1827, Sir George William Jerningham, 8è Baró Stafford, encarregà una expansió a gran escala amb moltes torres i finestres Tudor. El projecte durà molts anys. El 10è baró Stafford, el 1884, va ser certificat com a llunàtic